# Accidente ferroviario de Río Luján de 1975
El accidente férreo de la Estación Río Luján fue un desastroso choque de trenes ocurrido en dicha estación ubicada a pocos metros de la pequeña localidad de Lomas del Río Luján en el norte de la  Provincia de Buenos Aires en la noche del 29 de septiembre de 1975, un trágico suceso donde se registraron cerca de 32 víctimas fatales y decenas de heridos.

## Hechos
La noche del día 29 de septiembre del año 1975 el tren de pasajeros llamado "El Rosarino" de la línea del Ferrocarril General Bartolomé Mitre partió desde la estación porteña de Retiro durante la tarde con destino a la ciudad de Rosario, en Santa Fe. 
En el trayecto de esa noche mientras el tren ya se encontraba llegando a 300 metros de la Estación Río Luján  , partido de Campana, distante a 10 km., una zona rural poco poblada a menos de 15 km de la ciudad de Escobar y a 65 km de la Ciudad de Buenos Aires el tren "El Rosarino" se detiene aguardando las señales de paso que se encontraban bajas, mientras tanto y por las mismas vías se aproxima un tren de pasajeros suburbano que suele unir diariamente a las ciudades de Escobar y Campana con destino la ciudad de Buenos Aires, el suburbano no recibe órdenes de detenerse y sigue su curso de colisión contra la otra formación que estaba aguardando, el fuerte impacto sucede a las 20:00 hs. de la noche, la locomotora del tren local embiste por detrás al que estaba detenido, la fuerte velocidad del tren hace que los últimos 4 vagones del Rosarino queden destruidos.
Inmediatamente de ocurrido el hecho, alertados por el personal ferroviario de la Estación Río Luján se hicieron presentes varias dotaciones de bomberos de localidades vecinas como Campana, Zarate y Escobar que procedieron a ayudar en el rescate de atrapados y de víctimas mortales, se tuvieron que realizar boquetes en el techo de los vagones para poder retirar rápidamente a las personas de su interior.
Según las autoridades ferroviarias, de entre los hierros fueron retiradas 32 víctimas mortales y muchas personas resultaron con heridas diversas, el conductor, el acompañante y el guarda del tren local resultaron gravemente heridos, mientras los dos conductores del tren "El Rosarino" resultaron ilesos.
Varias horas posteriores al accidente fueron apresados 3 empleados ferroviarios para ser interrogados por su presunta responsabilidad en el hecho, acusados de dar via libre al tren local cuando el que viajaba a Rosario se encontraba detenido en la misma vía .